# Tostedt
Tostedt là một đô thị thuộc huyện Harburg, bang Niedersachsen, Đức. Đô thị này có diện tích 18,24 km². Đô thị này có cự ly khoảng35 km về phía tây nam của Hamburg, và 12 km về phía tây nam của Buchholz in der Nordheide.
Tostedt là thủ phủ của Samtgemeinde ("đô thị tập thể") Tostedt. 
Đô thị này nằm ở rìa bắc Lüneburg Heath.

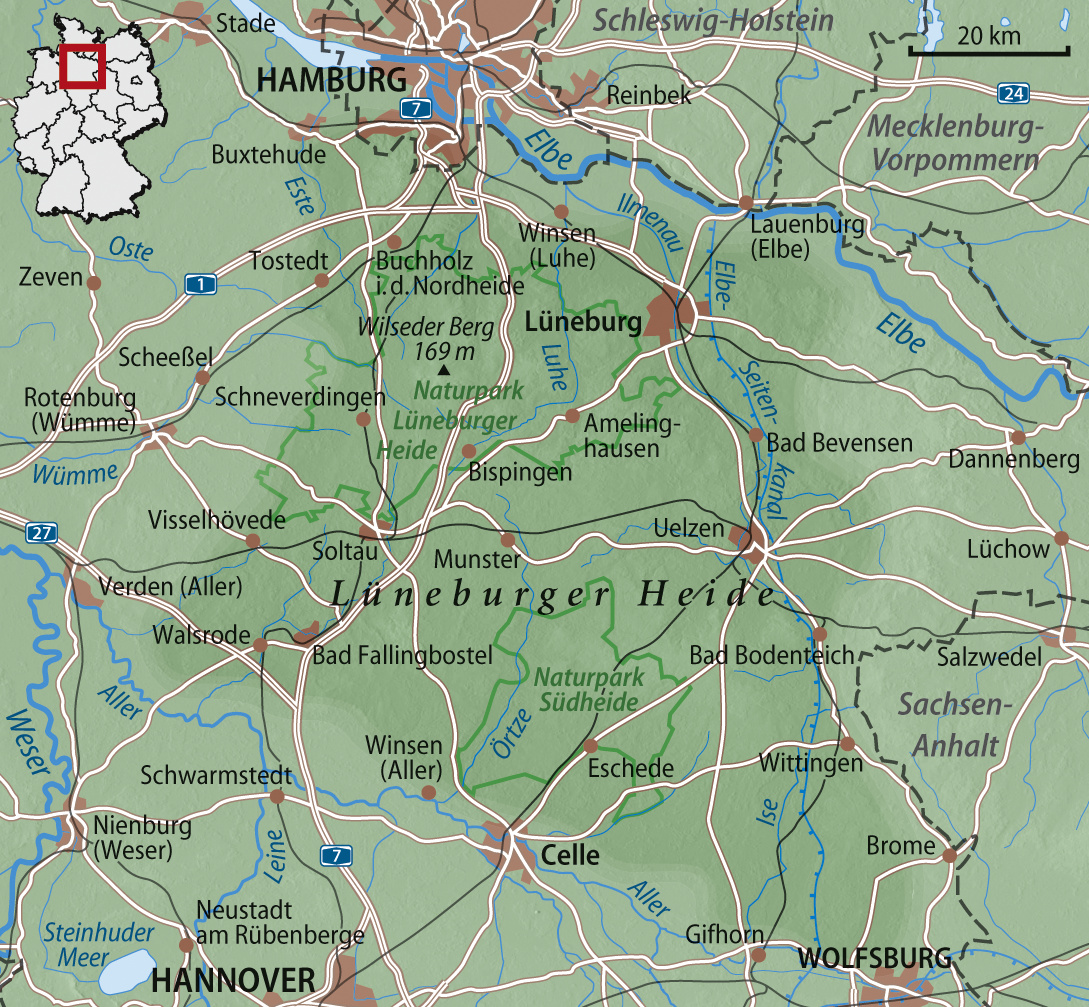